# Инаугурация президента США
Инаугурация президента США (англ. United States presidential inauguration) — торжественная церемония, во время которой президент и вице-президент США приносят присягу и официально вступают в должность. Традиционно церемония проходит публично на ступенях Капитолия в Вашингтоне, собирая огромное количество зрителей. В этот день президент произносит программную речь, после чего следуют праздничный парад и бал в его честь. До 1933 года инаугурация проводилась 4 марта, но после принятия Двадцатой поправки к Конституции дата перенесена на 20 января. Если президентом становится вице-президент из-за досрочного прекращения полномочий предыдущего главы государства, присяга приносится, но публичной церемонии в этом случае не проводят.

## Место проведения
Первая инаугурация состоялась 30 апреля 1789 года в нью-йоркском Федерал-холле, когда присягу принёс Джордж Вашингтон. В нынешней столице США, Вашингтоне, инаугурационная церемония впервые состоялась 4 марта 1801 года, когда в должность вступал президент Томас Джефферсон. Событие состоялось в сенатском крыле Капитолия. 4 марта 1825 года Джон Куинси Адамс впервые принес присягу в восточном портике Капитолия. Эта традиция продолжалась до 20 января 1981 года, когда президент Рональд Рейган перенёс место инаугурации в западное крыло Капитолия, и с тех пор там церемония и происходит.

## Дата проведения
Изменялась и дата проведения инаугурации: первая инаугурация Джорджа Вашингтона состоялась 30 апреля 1789 года. Затем в соответствии с законом, принятым Конгрессом Конфедерации 13 сентября 1788 года, присяга приносилась 4 марта. 23 января 1933 года была ратифицирована 20-я поправка к Конституции США, которая, в частности, гласила: 
«Сроки полномочий Президента и Вице-президента заканчиваются в полдень 20-го января. С этого же времени начинаются сроки полномочий их преемников».
 Дата была перенесена с целью сокращения долгого переходного периода между «сменами караула» в Белом доме. Впервые 20 января присяга принималась в ходе второй инаугурационной церемонии Франклина Делано Рузвельта в 1937 году.
Если дата начала срока полномочий президента приходится на воскресенье, церемония инаугурации проводится на следующий день (однако начиная с Вильсона, присягу президенты приносят и в этом случае в день начала срока полномочий, повторяя её затем в ходе публичной церемонии). К 2014 году было 7 таких случаев:
Инаугурация 5 марта:
- 1821 — Джеймс Монро (2-я инаугурация)
- 1849 — Закари Тейлор (поскольку Тейлор принёс присягу 5 марта, существует точка зрения, что с 4 по 5 марта обязанности президента исполнял временный президент Сената Дэвид Атчисон. Эта точка зрения отвергалась самим Атчисоном и большинством исследователей[1]).
- 1877 — Ратерфорд Хейс (принёс присягу в субботу 3 марта)
- 1917 — Вудро Вильсон (2-я инаугурация)

Инаугурация 21 января:
- 1957 — Дуайт Эйзенхауэр (2-я инаугурация)
- 1985 — Рональд Рейган (2-я инаугурация)
- 2013 — Барак Обама (2-я инаугурация)

Если в законодательство не будут внесены изменения, в следующий раз инаугурация 21 января пройдёт в 2041 году.
Девять раз инаугурация проводилась в другие дни в связи с досрочным прекращением полномочий действующего президента. В этих случаях она не сопровождалась торжественными мероприятиями:
- 6 апреля 1841 года — Джон Тайлер, после смерти Уильяма Гаррисона;
- 10 июля 1850 года — Миллард Филлмор, после смерти Закари Тейлора;
- 15 апреля 1865 года — Эндрю Джонсон, после смерти Авраама Линкольна;
- 20 сентября 1881 года — Честер Артур, после смерти Джеймса Гарфилда;
- 14 сентября 1901 года — Теодор Рузвельт, после смерти Уильяма Мак-Кинли;
- 3 августа 1923 года — Калвин Кулидж, после смерти Уоррена Гардинга;
- 12 апреля 1945 года — Гарри Трумэн, после смерти Франклина Рузвельта;
- 22 ноября 1963 года — Линдон Джонсон, после смерти Джона Кеннеди;
- 9 августа 1974 года — Джеральд Форд, после отставки Ричарда Никсона.

## Последовательность мероприятий
Первоначально новоизбранные президент и вице-президент с супругами приезжают в Белый дом, где их встречают действующие президент и вице-президент с супругами. Обе четы президентов пьют чай. После этого все отправляются в Капитолий. Первоначально отъезжают вице-президенты, затем супруги президентов. Завершает кортеж автомобиль, в котором находятся уходящий и вступающий в должность президенты США (первый сидит справа, второй — слева).
На западной лестнице Капитолия в присутствии конгрессменов и сенаторов сначала (за четверть часа до полудня) приводят к присяге избранного вице-президента. В полдень председатель Верховного суда приводит к присяге избранного президента. Президент выступает с инаугурационной речью. Затем президентский кортеж торжественно движется от Капитолия к Белому дому по Пенсильвания-авеню. Теперь уже новый президент сидит в автомобиле справа. Ушедший президент улетает с восточной площадки за Капитолием на президентском вертолёте на военную базу Эндрюс. И наконец, финал официальной церемонии — парад, который принимает новый президент, стоя на трибуне у Белого дома.
Вечером и на следующий день в Вашингтоне устраиваются несколько приёмов с балами.

## Присягапрезидента США
В соответствии с 1-й главой 2-й статьи Конституции США новоизбранный президент даёт клятву или торжественное обещание:

Я <имя> торжественно клянусь (или заявляю), что буду добросовестно выполнять обязанности президента Соединённых Штатов и в полную меру моих сил буду поддерживать, охранять и защищать Конституцию Соединённых Штатов.Оригинальный текст (англ.)I <name> do solemnly swear (or affirm) that I will faithfully execute the office of President of the United States, and will to the best of my ability, preserve, protect, and defend the Constitution of the United States.

Подавляющее большинство президентов использовали слово «swear» («клянусь»); единственным президентом, употребившим слово «affirm» («торжественно заявляю»), был 14-й президент Франклин Пирс.
Хотя принесение присяги является необходимым для осуществления полномочий президента, президентский срок начинается в 12:00 20 января вне зависимости от того, успел ли президент принести присягу к этому моменту.
Любое должностное лицо может привести президента к присяге, но начиная с 1797 года, эта обязанность по традиции возложена на Председателя Верховного суда США (причём Калвина Кулиджа в 1925 и Герберта Гувера в 1929 к присяге привёл бывший президент Уильям Тафт, занимавший в то время этот пост). Исключениями из этой традиции являлись некоторые случаи вступления в должность президента вице-президентов после смерти их предшественников. Так, Калвина Кулиджа, ставшего президентом после смерти Уоррена Гардинга в 1923, привёл к присяге его отец Джон Калвин Кулидж старший, занимавший в то время должность публичного нотариуса (из-за сомнений относительно его полномочий в отношении президентской присяги, церемония была впоследствии повторена); 22 ноября 1963 года присягу Линдона Джонсона приняла Сара Т. Хьюз, судья Федерального окружного суда Северного округа Техаса — единственная до сих пор женщина, исполнившая эту обязанность.
Первый президент США Джордж Вашингтон вступил в должность 4 марта 1789 года, а присягу принёс только 30 апреля 1789 года в Федерал-холле в Нью-Йорке, бывшей тогда временной столицей страны. После принесения предусмотренного конституцией текста присяги Вашингтон положил руку на Библию и сказал: «Да поможет мне Бог». С тех пор почти все президенты клялись на библии и заканчивали клятву обращением к богу, хотя законами это не требуется.
За несколько минут до президента приносит присягу также вице-президент США. Особого текста вице-президентской присяги не имеется. С 1884 года используется та же форма клятвы на верность Конституции, что и у конгрессменов и членов правительства.

## Речь
Обязательным атрибутом инаугурации является речь нового президента, которая рассматривается как декларация принципов новой администрации. Первая инаугурационная речь Джорджа Вашингтона была написана, но не произнесена, а вторая его речь до сих пор удерживает статус самой короткой из произнесённых — всего 135 слов. В 1817 году Джеймс Монро положил начало традиции произносить инаугурационную речь на открытом воздухе, и с тех пор, если позволяет погода, эта традиция сохраняется. Самую длинную речь в восемь тысяч слов произнёс Уильям Генри Гаррисон в 1841 году. Она продолжалась почти два часа. Погода была очень ветреная, Гаррисон прошёл от Белого дома к зданию Капитолия, простудился и через месяц умер от пневмонии. Он стал первым президентом США, который умер на этом посту.
Речи для своих инаугураций американские президенты редко готовили сами. Джорджу Вашингтону помог его ближайший помощник Александр Гамильтон. Только Авраам Линкольн и Франклин Рузвельт написали её сами. Кстати, именно их речи и речь президента Джона Кеннеди считают образцами для подражания. Речь Линкольна отличал великолепный стиль. Рузвельт положил начало традиции вкраплять в торжественную речь шутки. Кеннеди поразил слушателей экспрессией своего выступления. Несмотря на 20-градусный мороз, он сбросил пальто, чтобы оно не мешало ему жестикулировать. После Рузвельта подготовкой речей занимались целые группы секретарей и помощников. За всю историю США только 15 президентов получали шанс дважды обращаться к нации с инаугурационной речью, в том числе Билл Клинтон и Джордж Буш мл.

## Парад
Во время принятия присяги Джеймсом Мэдисоном в 1809 году в программу инаугурации был впервые включён праздничный парад, который с тех пор остаётся её неотъемлемой частью. Не изменился в целом и маршрут парада: он начинается у Капитолия, движется по Пенсильвания-авеню, обходит здание министерства финансов и проходит перед Белым домом.

## Бал
Уже вступивший в должность президент даёт бал. Первый инаугурационный бал Джордж Вашингтон устроил в Зале собраний городской ассамблеи Нью-Йорка. Он станцевал два котильона и менуэт, после чего покинул зал. В Вашингтоне первый бал прошёл в 1809 году, когда президентом стал Джеймс Мэдисон. Современники писали, что зал в отеле «Лонг» был явно слишком мал, было слишком жарко, а оркестр играл плохо. Президент Вудро Вильсон в 1914 году отказался давать бал, сославшись на то, что танцы нарушат торжественность момента. Франклин Рузвельт в 1933 году свой первый инаугурационный бал провел за работой, а три последующие отменил сначала из-за Великой депрессии, которую переживала Америка, потом из-за Второй мировой войны. В 1949 году Гарри Трумэн возродил традицию балов. Дуайт Эйзенхауэр решился дать два бала, Джон Кеннеди устроил пять балов, Рональд Рейган — 10. 20 января 1997 года Билл Клинтон дал 14 балов, побывав со своей супругой Хиллари на каждом из них.

## Последние инаугурации
20 января 2005 года в Вашингтоне состоялась церемония инаугурации Джорджа Буша на второй президентский срок. Президент присягнул на семейной Библии Бушей, а затем произнёс речь, в которой сделал акцент на необходимости соблюдения свобод как внутри страны, так и за рубежом. За церемонией вступления Буша в должность и парадом наблюдали до 500 тысяч человек. 19 января накануне своей инаугурации Джордж Буш вместе c супругой посетил «Бал чёрных галстуков и ботинок» (англ. Black Tie and Boots Ball) в Вашингтоне. Эта вечеринка, организованная обществом штата Техас, родного штата президента, стала первой в череде недельных торжеств по случаю второй инаугурации Буша. На «Балу чёрных галстуков и ботинок» собрались около 10 тысяч гостей, преимущественно техасцев. Ha бал гостям наряду c вечерними платьями и смокингами было рекомендовано надеть ковбойские ботинки и шляпы. В связи с церемонией инаугурации в Вашингтоне были приняты повышенные меры безопасности. Территория вокруг Капитолия и Белого дома была оцеплена. Обеспечивают порядок во время церемонии 6 тысяч полицейских и 76 тысяч военных. Число сотрудников спецслужб не разглашается.
Первая инаугурация Барака Обамы, 44-го президента США, произошла 20 января 2009 года. Одновременно Джозеф Байден был приведён к присяге на первый срок как 47-й вице-президент США.
Вторая инаугурация  Барака Обамы состоялась 21 января 2013 года (присягу президент принёс 20 января в ходе частной церемонии). Президент присягнул на Библии Линкольна. За церемонией вступления в должность и парадом наблюдали около двух миллионов человек.
Инаугурация Дональда Трампа как 45-го президента США, состоялась 20 января 2017 года, в полдень.
Инаугурация 46-го президента Джо Байдена состоялась 20 января 2021 года. Его предшественник Дональд Трамп не принимал в ней участия. На инаугурации также отсутствовал 39-й президент Джимми Картер, из-за опасений заразиться коронавирусом.
Инаугурация Дональд Трампа как 47-го президента США запланирована на 20 января 2025 года. Из-за аномально сильных морозов в Вашингтоне Трамп распорядился перенести свою инаугурацию внутрь Капитолия. Ранее подобное изменение стандартной процедуры происходило лишь раз в истории США — во время инаугурации Рональда Рейгана в 1985 году.